# جريس صيداوي
جريس صيداوي (الاسم العلمي: Campanula sidoniensis) هو نوع من النباتات يتبع جنس الجريس من الفصيلة الجريسية.

## البيئة والانتشار
موطنه في بلاد الشام.